# Ekaterina Avramova (natation)
Pour les articles homonymes, voir Ekaterina Avramova et Avramova.
Ekaterina Avramova (en bulgare : Екатерина Аврамова, née le 12 novembre 1991 à Sofia) est une nageuse bulgare naturalisée turque en 2014.

## Carrière
Sous les couleurs bulgares, Ekaterina Avramova participe aux Jeux olympiques d'été de 2012 à Londres, participant aux séries du 100 mètres dos et du 200 mètres dos.
Sous les couleurs turques, elle participe aux Jeux olympiques d'été de 2016 à Rio de Janeiro, participant aux séries du 100 mètres dos. Elle remporte aux Jeux méditerranéens de 2018 à Tarragone deux médailles de bronze, sur 100 et 200 mètres dos.